# Plaza de España (Madrid)

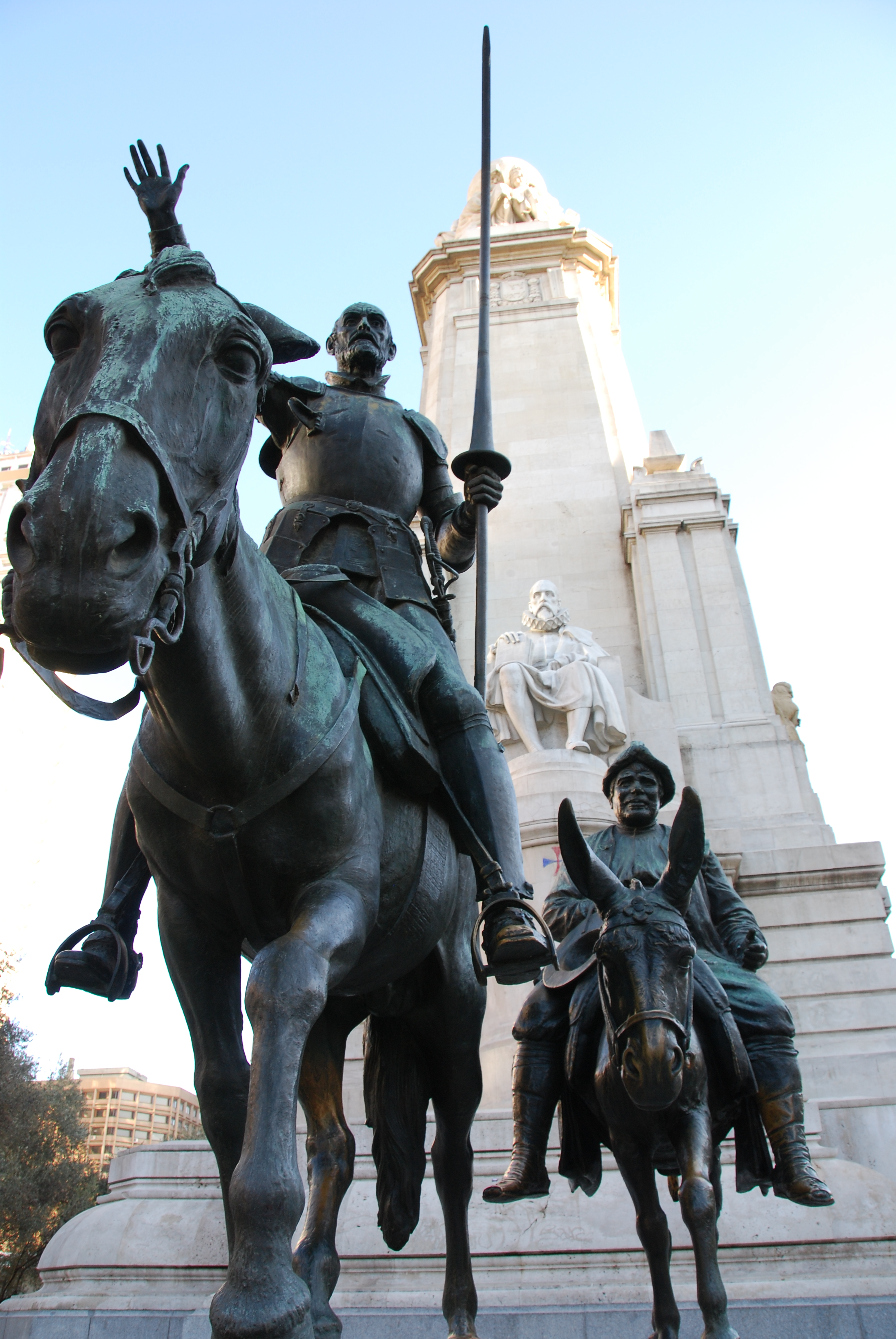
Le statue di Don Chisciotte e Sancho Panza alla base del monumento a Cervantes.

La Plaza de España di Madrid è una grande piazza al centro della quale si trova una fontana dedicata a Miguel de Cervantes. Sulla piazza si affacciano due importanti edifici: la Torre de Madrid (1957) e l'Edificio España.

## Ilmonumento a Cervantes
Al centro della piazza c'è un monumento dedicato allo scrittore Miguel de Cervantes, progettato dagli architetti Rafael Martínez Zapatero e Pedro Muguruza e dallo scultore Lorenzo Coullaut Valera. Il monumento fu in gran parte realizzato tra il 1925 e il 1930 e venne portato a termine tra il 1956 e 1957 da Federico Coullaut-Valera, figlio dello scultore che aveva ideato l'opera. 
Il monumento è composto da una scultura in pietra nel cui punto più alto è presente una sfera che simboleggia la lingua spagnola, circondata da cinque ragazze che leggono il libro del Don Chisciotte, sotto le quali possiamo vedere una statua di Miguel de Cervantes seduto. I 
noltre ci sono le sculture in bronzo di Don Chisciotte sul suo cavallo Ronzinante e Sancho Panza in sella ad un asino. È rappresentata anche l'amore di Don Chisciotte nelle sculture in pietra, della contadina Aldonza Lorenzo e dell'immaginaria Dulcinea del Toboso. 

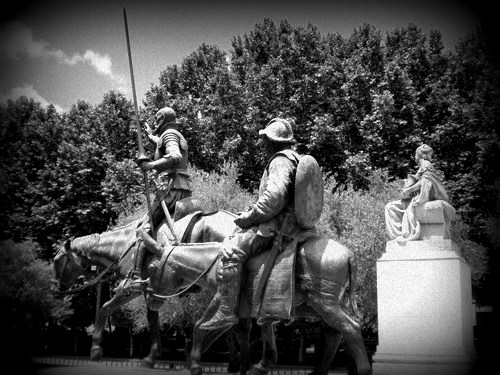
Le statue di Don Chisciotte e Sancho Panza
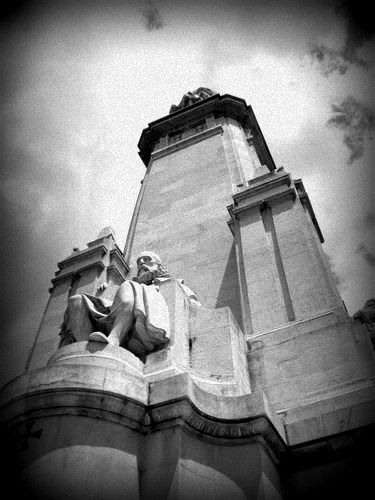
Monumento a Cervantes